# Er Conde del Guácharo
Er Conde del Guácharo es un personaje creado, interpretado e identificado por el comediante venezolano Benjamín Rausseo desde 1985, con el cual ha alcanzado notoria popularidad en Venezuela.

## Historia
Es una personalización jocosa del gentilicio del oriente de Venezuela, que ha explotado y recreado pasajes de la cotidianidad del país, esta caracterización la ha hecho Rausseo como comediante en interpretaciones ante audiencias en vivo, grabaciones en audio y video, además de algunos especiales para televisión. 

### Representaciones
En el año 2011, Benjamín Rausseo, estrenó su ópera prima Er Conde Jones película que obtuvo un importante retorno de taquilla dentro de Venezuela.